# جیم گرومت جونیور
جیم گرومت جونیور (انگلیسی: Jim Grummett Jr.؛ زادهٔ ۱۱ ژوئیهٔ ۱۹۴۵) بازیکن فوتبال اهل بریتانیا است.
از باشگاه‌هایی که در آن بازی کرده‌است می‌توان به باشگاه فوتبال لینکولن سیتی، باشگاه فوتبال روچدیل و باشگاه فوتبال بوستون یونایتد اشاره کرد.